# 阿古斯丁·卡萨多
阿古斯丁·卡萨多·马塞洛（西班牙語：Agustín Casado Marcelo，1996年5月21日—），西班牙男子手球运动员。他曾代表西班牙国家队参加2024年夏季奥林匹克运动会男子手球比赛，获得一枚铜牌。